# هراند آلیاناک (هنرپیشه)
هراند آلیاناک (انگلیسی: Hrant Alianak؛ زادهٔ ۱۹۵۰) نمایش‌نامه‌نویس، و بازیگر ارمنی‌تبار اهل کانادا است.

## گزیده فیلمشناسی
از فیلم‌ها یا برنامه‌های تلویزیونی که وی در آن نقش داشته‌است می‌توان به پیام اضطراری، کار کثیف، بیلی مدیسن و بازمانده برگزیده اشاره کرد.